# KOI-74
KOI-74 è una stella binaria a eclisse nella costellazione del Cigno, di magnitudine apparente +10,72; il sistema è composto da una stella bianca di sequenza principale e da una nana bianca.

## KOI-74 B
Nel 2010 la stella è stata osservata nell'ambito della missione Kepler, ed è stato individuato un corpo compatto e caldo che orbitava attorno alla principale, che si è rivelato essere una nana bianca con un raggio di appena il 4,3% di quello solare e la massa dello 0,22%. La temperatura superficiale della nana bianca è di circa 13.000 K ed orbita attorno alla principale in un periodo di 5,189 giorni.